# ハノーファーにゆかりの人物一覧
ハノーファーにゆかりの人物（出身者を除く）の一覧である。

## 18世紀以前
- ブラウンシュヴァイク＝カレンベルク公ゲオルク（1582年 - 1641年）カレンベルク侯。1636年にハノーファーを宮廷都市とした。
- ハインリヒ・シュッツ（1585年 - 1672年）作曲家。ハノーファーの宮廷音楽顧問を務めた。
- ブラウンシュヴァイク＝リューネブルク公クリスティアン・ルートヴィヒ（1622年 - 1665年）カレンベルク侯。
- ブラウンシュヴァイク＝リューネブルク公ゲオルク・ヴィルヘルム（1624年 - 1705年）カレンベルク侯。
- ブラウンシュヴァイク＝カレンベルク公ヨハン・フリードリヒ（1625年 - 1679年）カレンベルク侯。彼はヘレンハウゼンを夏の離宮に建て替え、ライプニッツをハノーファーに招いた。
- ゴットフリート・ライプニッツ（1646年 - 1716年）哲学者、数学者。
- ルイ・レミー・デ・ラ・フォッセ（ドイツ語版、英語版）（1659年頃 - 1726年）建築家。1706年からハノーファーのゲオルク・ルートヴィヒ公の宮廷で建築家を務めた。
- ヨハン・ゲオルク・フォン・エックハルト（ドイツ語版、英語版）（1674年 - 1730年）歴史家、ライプニッツとともに宮廷に仕えた。後のゴットフリート＝ヴィルヘルム＝ライプニッツ図書館の司書を務めた。
- ゲオルク・フリードリヒ・ヘンデル（1685年 - 1759年）作曲家、オルガニスト。1710年にハノーファー選帝侯ゲオルク・ルートヴィヒの宮廷音楽家となった。
- ヨハン・ゲオルク・ツィンメルマン（1728年 - 1795年）イギリス王の侍医を務めた。1768年からハノーファーで活動した。
- ヨハン・ゲオルク・ツィーゼニス（ドイツ語版、英語版）（1716年 - 1776年）1760年からハノーファーで宮廷画家を務めた。
- ヤコブ・フリードリヒ・エールハルト（1742年 - 1795年）宮廷植物学者。1780年からハノーファーで務めた。ヘレンホイザー・ゲルテンの庭園長を務めた。
- ルートヴィヒ・ヘルティー（ドイツ語版、英語版）（1748年 - 1776年）詩人。ハノーファーで暮らし、この街で亡くなった。
- シャルロッテ・ブッフ（1753年 - 1828年）ゲーテの「若きウェルテルの悩み」に登場するロッテのモデル。結婚後ハノーファーに移住し、ハノーファーで亡くなった。
- ヨハン・クリストフ・ヴェントラント（1755年 - 1828年）植物学者、ヘレンホイザー・ゲルテンの宮廷造園家。
- カール・フィリップ・モーリッツ（1756年 - 1793年）作家。1771年からハノーファーのギムナジウムで学んだ。
- カール・フォン・アルテン（ドイツ語版、英語版）（1764年 - 1840年）ワーテルローの戦いでハノーファー軍の将軍を務めた。
- ゲオルク・ルートヴィヒ・フリードリヒ・ラーフェス（ドイツ語版、英語版）（1788年 - 1864年）建築家、都市プランナー、建設エンジニア。ハノーファーの都市発展に大きな影響を及ぼした。
- ハインリヒ・マルシュナー（1795年 - 1861年）作曲家。1831年からハノーファー宮廷楽団の楽長を務めた。
- カール・デヴリエント（ドイツ語版、英語版）（1797年 - 1872年）俳優。1839年から1872年まで宮廷劇団に所属した。
- ハインリヒ・アウグスト・ヴィルヘルム・マイヤー（ドイツ語版、英語版）（1800年 - 1873年）ルター派神学者、聖職者。

## 19世紀
- カール・カルマルシュ（ドイツ語版、英語版）（1803年 - 1879年）神学者。ポリテクニシャー・シューレ（ゴットフリート・ヴィルヘルム・ライプニッツ大学ハノーファーの前身）の初代学長を務めた。
- ルドルフ・ヴィークマン（1804年 - 1865年）建築家。
- ハインリヒ・クリスティアン・ブルックハルト（ドイツ語版、英語版）（1811年 - 1879年）森林学者。ハノーファーで亡くなった。
- ルートヴィヒ・ヴィントホルスト（ドイツ語版、英語版）（1812年 - 1891年）政治家。
- コンラート・ヴィルヘルム・ハーゼ（ドイツ語版、英語版）（1818年 - 1902年）建築家。クリストゥス教会、キュンストラーハウス、マリエンブルクと建設した。
- フリードリヒ・カウルバッハ（1822年 - 1903年）1856年からハノーファーの宮廷画家を務めた。
- カール・ハインリヒ・ウルリヒス（ドイツ語版、英語版）（1825年 - 1895年）弁護士。ホモセクシャル運動の先駆者。
- ルイ・クーゲルマン（ドイツ語版、英語版）（1828年 - 1902年）医師、社会民主主義者。カール・マルクスの友人として知られる。
- ヨーゼフ・ヨアヒム（1831年 - 1907年）ヴァイオリニスト、指揮者、作曲家。1852年から66年までハノーファーの王立楽団のコンサートマスターを務めた。
- エトヴィン・オプラー（ドイツ語版、英語版）（1831年 - 1880年）建築家。ハノーファーで亡くなった。
- アルフレート・フォン・ヴァルダーゼー（1832年 - 1904年）軍人。ハノーファーの第10軍司令官を務めた。ハノーファーで亡くなった。
- ヴィルヘルム・ブッシュ（1832年 - 1908年）風刺画家、詩人。1847年から51年にポリテクニクム・ハノーファーで機械工学を学んだ。
- レオポルト・アウアー（1845年 - 1930年）ヴァイオリニスト、ヴァイオリン教育者。ハノーファーでヨーゼフ・ヨアヒムに師事した。
- アドルフ・グリンメ（ドイツ語版、英語版）（1889年 - 1963年）政治家。
- エルンスト・ユンガー（1895年 - 1998年）作家。幼少期をハノーファーで過ごした。
- クルト・シューマッハー（1895年 - 1952年）政治家。第二次世界大戦後ハノーファーでSPDを再興した。
- ベルンハルト・シュプレンゲル（ドイツ語版、英語版）（1899年 - 1985年）企業家（シュプレンゲル＝チョコレート）、芸術収集家（シュプレンゲル美術館）

## 20世紀
- イヴォンヌ・ゲオルギ（ドイツ語版、英語版）（1903年 − 1975年）ダンサー、振り付け師。1926年から31年までハノーファーの市立ビューネに所属した。
- ヨハン・ヴィルヘルム・トロルマン（ドイツ語版、英語版）（1907年 - 1944年）ボクサー。ハノーファーで育った。
- ヴァルター・ブルーフ（ドイツ語版、英語版）（1908年 - 1990年）電子工学技師。PALシステムの開発者。
- ハインツ・エアハルト（ドイツ語版、英語版）（1909年 - 1979年）俳優、詩人。ハノーファーの現在のテレカンプシューレで学んだ。
- ディーター・エースターレン（ドイツ語版、英語版）（1911年 - 1994年）建築家。第二次世界大戦後の復興に功績を遺した。
- カール＝ハインツ・ケンマーリング（ドイツ語版、英語版）（1930年 - 2012年）ピアノ教師。ハノーファー音楽演劇大学のピアノ科教授。
- マジード・サミイ（ドイツ語版、英語版）（1937年 - ）神経外科医。ハノーファーにある国際神経科学研究所の創設者。
- ティム・ウルリヒス（ドイツ語版）（1940年 - ）芸術家。1959年からハノーファーに住んだ。
- ゲアハルト・シュレーダー（1944年 - ）政治家。1990年から98年までニーダーザクセン州の首相を務め、1998年から2005年までドイツの首相を務めた。
- ルドルフ・シェンカー（1948年 - ）ギターリスト。ハノーファーを拠点とするバンド「スコーピオンズ」のギターリストで、長年ハノーファーに住んだ。
- ヴァレリー・ブライニン（ドイツ語版、英語版）（1948年 - ）音楽教育者、音楽理論家。1990年からハノーファーに住んでいる。
- エーデルガルト・ブルマーン（ドイツ語版、英語版）（1951年 - ）政治家。1998年から2005年まで連邦教育・研究大臣を務めた。1987年からハノーファー市第2選挙区選出の国会議員である。
- シュテファン・ヴァイル（1958年 - ）政治家。1965年からハノーファーに住む。2006年から2013年までハノーファー上級市長、2013年からニーダーザクセン州首相を務める。
- トーマス・クヴァストホフ（1959年 - ）バス・バリトン歌手。主にハノーファーを拠点として活動した。
- ハネス・シェーファー（ドイツ語版、英語版）（1965年 - ）ロックミュージシャン。ハノーファーを拠点としたロックバンド Fury in the Slaughterhouse のベーシスト。
- Mousse T.（ドイツ語版、英語版）（1966年 - ）音楽プロデューサー。1990年からハノーファーに住んでいる。
- ギンタラス・ヤヌセーヴィチュス（ドイツ語版、英語版）（1985年 - ）ピアニスト。2004年からハノーファーに住んでいる。
- エルナーツ・ノロウツィ（ドイツ語版、英語版）（1992年 - ）モデル、俳優。ハノーファーで育った。